# ووهای
شهر ووهای (به مغولی: ᠦᠬᠠᠢ ᠬᠣᠲᠠ، به لاتین: Üqai qota، معادل سیریلیک: Үхай хот)(به چینی: 乌海市، به پین‌یین: Wūhǎi Shì) یک شهر در سطح ولایت در جمهوری خلق چین است که در مغولستان داخلی واقع شده‌است.

## خصوصیات
ووهای ۱٬۷۵۴ کیلومترمربع مساحت و ۵۳۲٬۹۰۲ نفر جمعیت دارد و ۱٬۱۵۰ متر بالاتر از سطح دریا واقع شده‌است.
۹۴٪ جمعیت این شهر را مردم هان (قومیت چینی) تشکیل می‌دهند، ۳٪ را مردم مغول، و بقیه جمعیت را اقلیت‌هایی چون منچوها و مردم هوئی (مسلمانان چینی) تشکیل می‌دهند.